# Clubiona rybini
Clubiona rybini är en spindelart som beskrevs av Mikhailov 1992. Clubiona rybini ingår i släktet Clubiona och familjen säckspindlar. Inga underarter finns listade i Catalogue of Life.